# Narcissus cyclamineus
 (juin 2023).
Si vous disposez d'ouvrages ou d'articles de référence ou si vous connaissez des sites web de qualité traitant du thème abordé ici, merci de compléter l'article en donnant les références utiles à sa vérifiabilité et en les liant à la section « Notes et références ».
 (juin 2023).
La mise en forme du texte ne suit pas les recommandations de Wikipédia : il faut le « wikifier ».
Les points d'amélioration suivants sont les cas les plus fréquents. Le détail des points à revoir est peut-être précisé sur la page de discussion.
- Les titres sont pré-formatés par le logiciel. Ils ne sont ni en capitales, ni en gras.
- Le texte ne doit pas être écrit en capitales (les noms de famille non plus), ni en gras, ni en italique, ni en « petit »…
- Le gras n'est utilisé que pour surligner le titre de l'article dans l'introduction, une seule fois.
- L'italique est rarement utilisé : mots en langue étrangère, titres d'œuvres, noms de bateaux, etc.
- Les citations ne sont pas en italique mais en corps de texte normal. Elles sont entourées par des guillemets français : « et ».
- Les listes à puces sont à éviter, des paragraphes rédigés étant largement préférés. Les tableaux sont à réserver à la présentation de données structurées (résultats, etc.).
- Les appels de note de bas de page (petits chiffres en exposant, introduits par l'outil «  Source ») sont à placer entre la fin de phrase et le point final[comme ça].
- Les liens internes (vers d'autres articles de Wikipédia) sont à choisir avec parcimonie. Créez des liens vers des articles approfondissant le sujet. Les termes génériques sans rapport avec le sujet sont à éviter, ainsi que les répétitions de liens vers un même terme.
- Les liens externes sont à placer uniquement dans une section « Liens externes », à la fin de l'article. Ces liens sont à choisir avec parcimonie suivant les règles définies. Si un lien sert de source à l'article, son insertion dans le texte est à faire par les notes de bas de page.
- La présentation des références doit suivre les conventions bibliographiques. Il est recommandé d'utiliser les modèles {{Ouvrage}}, {{Chapitre}}, {{Article}}, {{Lien web}} et/ou {{Bibliographie}}. Le mode d'édition visuel peut mettre en forme automatiquement les références.
- Insérer une infobox (cadre d'informations à droite) n'est pas obligatoire pour parachever la mise en page.

Pour une aide détaillée, merci de consulter Aide:Wikification.
Si vous pensez que ces points ont été résolus, vous pouvez retirer ce bandeau et améliorer la mise en forme d'un autre article.
Espèce

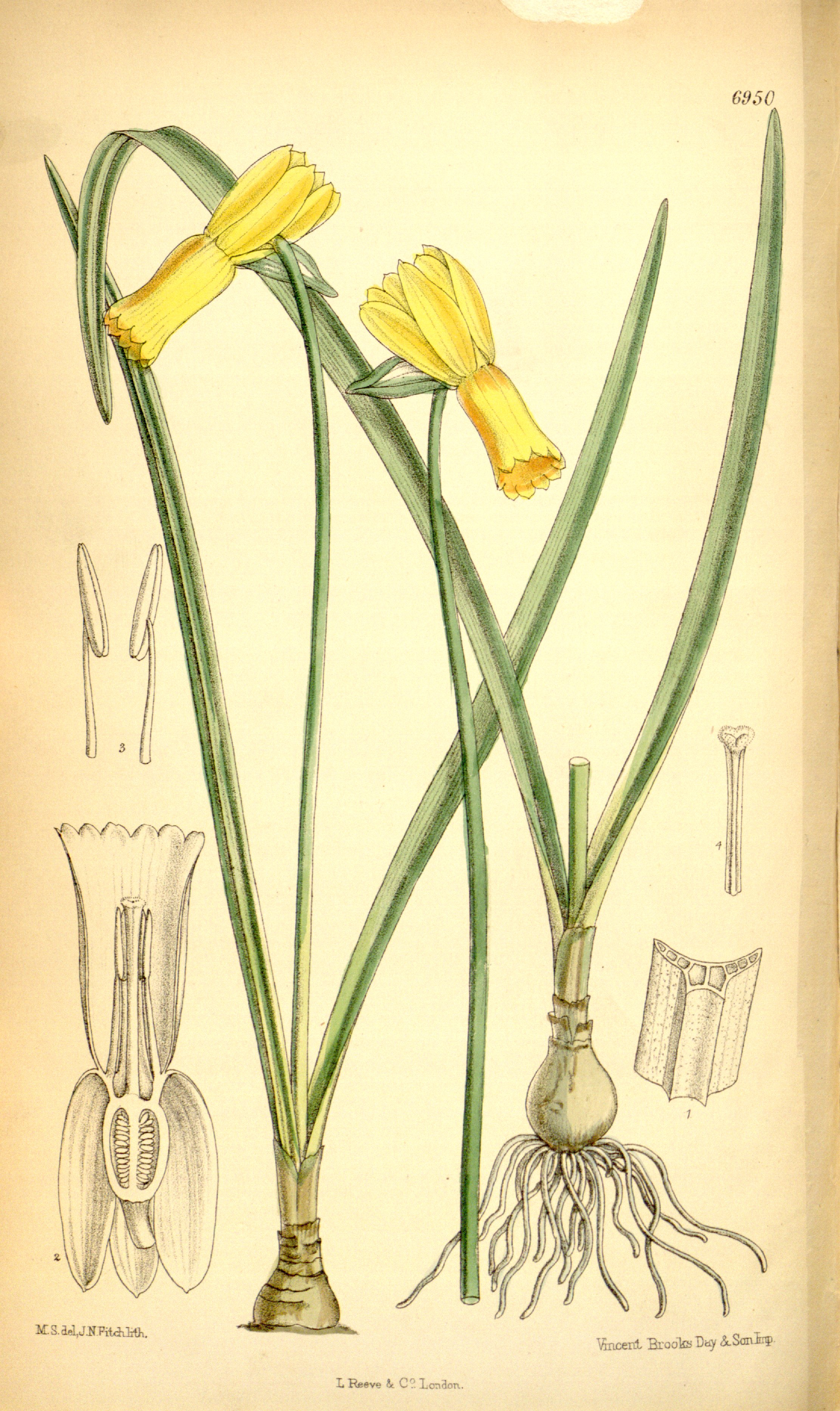
N. cyclamineus, Curtis' Botanical Magazine, t. 6950. (1887).

Narcissus cyclamineus, ou narcisse nain, est une espèce de plantes à fleurs de la famille des Amaryllidaceae, originaire du Nord-Ouest de la péninsule ibérique.

## Description
Le narcisse nain est une plante à bulbe vivace, qui atteint entre 15 et 20 cm de hauteur. Ses feuilles ressemblent à de l'herbe, et ses inflorescences jaunes apparaissent au début du printemps. Ces longues fleurs pendantes de 4,5 cm de long sont inhabituelles car la trompette centrale (couronne) est longue et fine, tandis que la section extérieure (corolle) est entièrement repliée sur elle-même. Ce repli ressemble à celui du cyclamen.

## Culture
Narcissus cyclamineus est fréquemment planté dans les jardins, et peut être naturalisé dans un jardin boisé ou dans une pelouse, où il se répandra par autofécondation. Il préfère un sol drainé et sans calcaire, quie ne sèche pas en été. Il est cultivé pour ses fleurs jaune vif qui fleurissent au commencement du printemps, comme d'autres plantes à bulbe comme les perce-neige et Cyclamen coum. Sa petite taile le rend facile à cultiver dans un espace rocailleux ombrageux ou dans un fossé.
Il est le parent du groupe Cyclamineus des cultivars hybrides de jonquilles, qui inclut des variétés populaires telles que 'February Gold', 'Jack Snipe' et 'Tête-à-Tête'. La plupart de ces hybrides sont plus grand que l'espèce mère, et si leurs pétales peuvent être repliées, aucun ne possède le repli total de la plante mère.

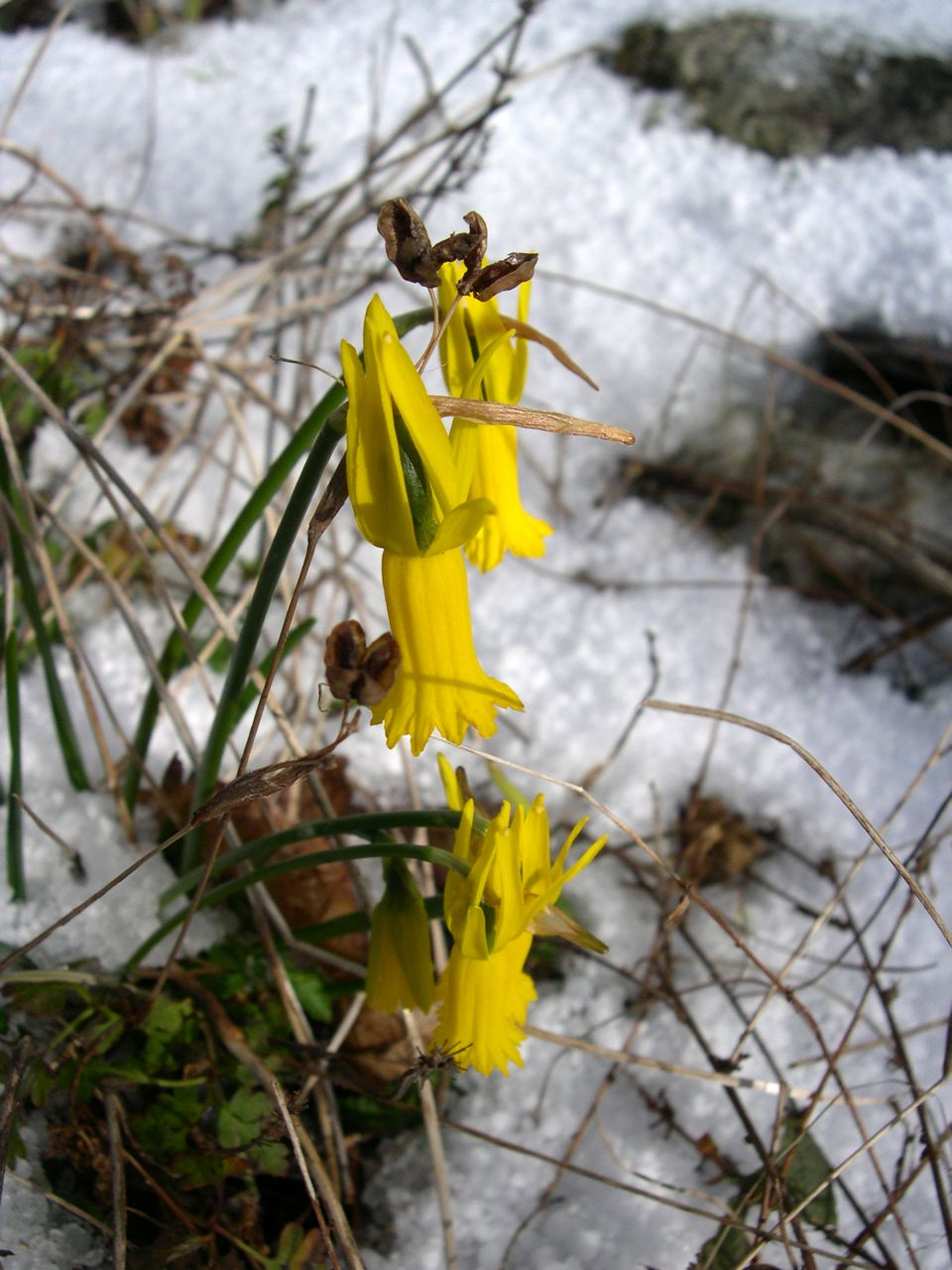
Narcissus cyclamineus fleurissant dans un culture dans le Nord du Pays de Galles.